# Johannes Benjamin Brennecke

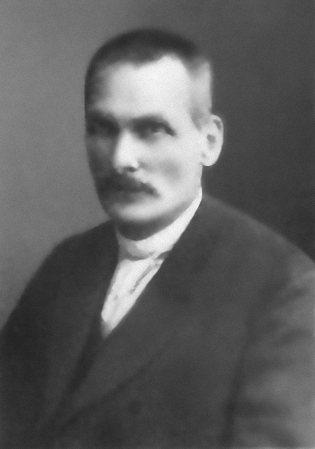
Johannes Benjamin Brennecke

Johannes Benjamin Brennecke (* 2. November 1849 in Cröchern; † 30. Juli 1931 in Magdeburg) war ein deutscher  Arzt, der sich um die Reformierung des Hebammenwesens verdient machte. Ab 1907 trug er den Titel Geheimer Sanitätsrat.

## Leben
Brennecke wurde als fünftes Kind eines evangelischen Pfarrers geboren. Nach dem Besuch eines Gymnasiums in Stendal studierte er ab 1869 Medizin in Halle (Saale). Er war ein Schüler von Robert Olshausen und Heinrich Fritsch.
Als erster Facharzt für Frauenheilkunde in Magdeburg ließ er sich dort 1876 nieder. 1877 wurde er in die Magdeburger Medizinische Gesellschaft aufgenommen. Nach einer Tätigkeit an der Provinzial-Hebammenlehranstalt eröffnete er 1880 in Sudenburg, in der heutigen Halberstädter Straße 77 – damals Breiter Weg 31, eine Privatklinik. Er operierte jedoch auch im Kahlenbergstift.
Er engagierte sich für eine Reformierung der Hebammenausbildung in Deutschland, wobei er einen Beamtenstatus für Hebammen anstrebte. Mit seinen Forderungen nach mehr staatlichen Engagement in der Wochenbetthygiene konnte er sich jedoch im Wesentlichen nicht durchsetzen. Brennecke setzte sich auch für die Schaffung von mehr geburtshilflichen Kliniken ein. Eine entsprechende Einrichtung begründete er, als Wöchnerinnenasyl des Frauenvereins, in Magdeburg am Sudenburger Tor.
1887 wurde Brennecke in die Ärztekammer der Provinz Sachsen gewählt. Über viele Jahre war er Mitglied des Vorstandes der Ärztekammer, von 1906 bis 1908 deren Vorsitzender. 1907 wurde ihm der Titel Geheimer Sanitätsrat verliehen. Brennecke war Herausgeber mehrerer Fachzeitschriften.
In der Zeit der Inflation musste er seine Klinik und 1919 auch das Asyl aufgeben, seine Familie verarmte. 72-jährig gab er 1922 seine ärztliche Tätigkeit auf.
Nach seinem Tod benannte die Stadt Magdeburg ihm zu Ehren eine Straße (Brenneckestraße).
Vorbild für Wien
Im Jahr 1895 erarbeitete der Wiener Gynäkologe Hugo Klein Statuten für einen Frauenverein, der eine Ausbildung von Wochenpflegerinnen in Wien ermöglichen sollte sowie ein Wöchnerinnenasyl betreiben sollte. Als Vorbild dienten die Arbeiten von Johannes Benjamin Brennecke (1849–1931). 1896 wurde der „Verein zur Begründung und Unterhaltung von Wöchnerinnenasylen und zur Heranbildung von Wochenpflegerinnen“ in Wien, nach Magdeburger Vorbild, gegründet.

## Schriften
- Praktische Regeln zur Sicherung eines gesundheitsgemäßen Wochenbettverlaufs. Ein Mahnruf an das Publikum und die Hebammen. 1883.
- Hebammen oder Diakonissen für Geburtshilfe? Eine Kritik des Hebammenwesens. Neuwied 1884.
- Freiheit! Ein offenes Wort zur sexuellen Frage an Deutschlands Jugend. 1907.
- Die Kreis-Entbindungsanstalt und ihre grundlegende Bedeutung für Mutter- und Säuglingsschutz. 1917.